# Vlčí Kopec
Vlčí Kopec (německy Heinrichs Lust) je osada v okrese Třebíč v kraji Vysočina. Jde o místní část obce Kladeruby nad Oslavou. Vlčí Kopec se nachází asi 13 km jihovýchodně od Náměšti nad Oslavou a 28,5 km jihovýchodně od centra Třebíče.
Vlčí Kopec se dělí na dvě části – severovýchodní s loveckým zámkem (čísla popisná 63, 64, 66 a 67) a jihozápadní s jediným číslem popisným 69. Je zde registrováno pět čísel popisných. Území Vlčího Kopce hraničí s národní přírodní rezervací Divoká Oslava.